# Roka Tokutomi
Roka Tokutomi (jap. 徳冨 蘆花 Tokutomi Roka; ur. 25 października 1868, zm. 18 września 1927), właśc. Kenjirō Tokutomi (jap. 徳富 健次郎 Tokutomi Kenjirō) – japoński pisarz.
Pochodził z prowincji Higo (ob. prefektura Kumamoto). Jego starszym bratem był Sohō Tokutomi, również pisarz. Studiował na Uniwersytecie Dōshisha w Kioto. Uchodził za ekscentryka. Znajdował się pod silnym wpływem protestanckiego chrześcijaństwa oraz Lwa Tołstoja, którego w 1906 roku, podczas pielgrzymki do Jerozolimy, odwiedził w Jasnej Polanie. Plonem wizyty u Tołstoja jest dziennik podróżny Junrei kikō. Zafascynowany ideami głoszonymi przez rosyjskiego twórcę osiadł we wsi Kasuya (ob. dzielnica Setagaya w Tokio), gdzie próbował żyć jak chłop. Po śmierci Tokutomiego żona pisarza przekazała jego wiejską posiadłość społeczeństwu i obecnie jest ona publicznym parkiem.
Do najważniejszych dzieł Tokutomiego należą: Hototogisu (Kukułka, 1898, pol. wyd. pt. Namiko, 1905), Shizen to jinsei (Przyroda i życie człowieka, 1900), Omoide no ki (Zapiski wspomnień, 1901).